# Paty Díaz
Paty Díaz  (San Luis Río Colorado, Sonora, Mexikó, 1974. március 17. –) mexikói színésznő, modell.

## Élete és pályafutása
1974. március 17-én született San Luis Río Coloradóban. Karrierjét 1995-ben kezdte a La dueña című telenovellában. 1998-ban Lalita szerepét játszotta a Paula és Paulina című sorozatban. 2004-ben Cristinát alakította a Rubí, az elbűvölő szörnyetegben. 2008-ban megkapta Natalia szerepét A szerelem nevében című telenovellában.

## Filmográfia
- Me atrevo a amarte (2025) .... Carmen García
- Nadie como tú (2023) .... Eréndira Santana García
- Derült égből apa (2019–2020) .... Leona (Magyar hang: Kereki Anna)
- Por amar sin ley (2018) .... Sara
- Mi adorable maldición (2017) .... Brigida Sánchez viuda de Johnson
- Veronica aranya (Lo imperdonable) (2015) .... Raymunda Álvarez de Arroyo (Magyar hang: Bertalan Ágnes)
- Como dice el dicho (2014–2015) .... Elena / Mirna
- Qué bonito amor (2012–2013) ..... Mirna Reynoso
- Megkövült szívek (La que no podía amar) (2011–2012) ..... Macaria Hernández (Magyar hang: Kovács Nóra)
- Los exitosos Pérez (2009–2010)..... Amanda Olivera
- A szerelem nevében (En nombre del amor) (2008–2009)  .....  Natalia Ugarte de Iparraguirre (Magyar hang: Nádasi Veronika)
- Mundo de fieras (2006–2007) .... Belén
- La fea más bella (2006–2007) .... Titkárnő
- Barrera de amor (2005–2006) .... Nuria de Romero
- Rubí, az elbűvölő szörnyeteg (Rubí) (2004)  .....  Cristina Pérez Ochoa (Magyar hang: Bertalan Ágnes)
- Salomé (2001–2002) .... Martha (Magyar hang: Kiss Virág)
- Carita de ángel (2000–2001) .... Hermana Clementina
- Ramona (2000) .... Carmen
- Rosalinda (1999) .... Clara Martínez "Clarita" (Magyar hang: Balogh Anikó)
- Gotita de amor (1998) .... Lorena
- Paula és Paulina (La usurpadora) (1998) .... Lalita (Magyar hang: Makay Andrea)
- Luz Clarita (1996–1997) .... Natalia
- La dueña (1995) .... Blanquita